# Abella (cité antique)
Abella était une ancienne cité romaine située près de Nola sur la route entre la Capoue antique et Abellinum, province d'Avellino en Campanie. Elle correspondrait à l'actuelle Avella,.

## Historique

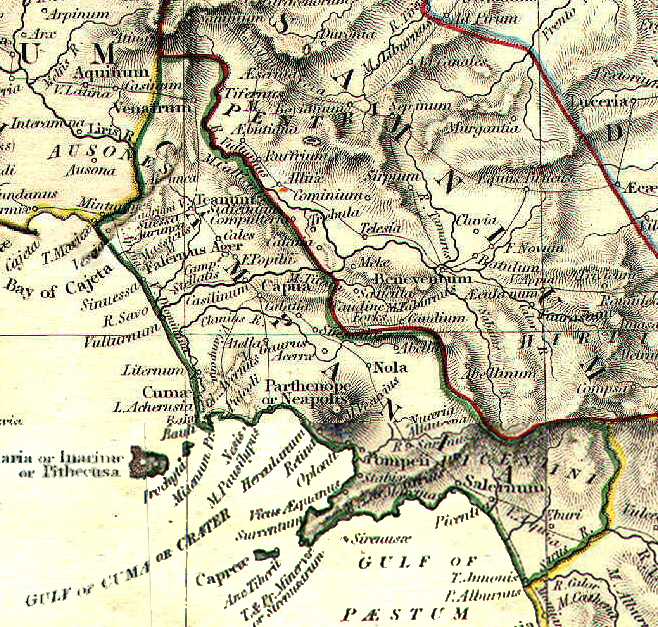
Campanie antique.

Selon Servius, la ville a été fondée par le roi Muranus sous le nom de Moera, mais le fondateur et le nom de la ville sont mythologiques. Une autre tradition fait remonter la fondation d'Abella aux colons grecs de Chalkìs (Chalcis moderne). 
Historiquement soumise à la domination des Samnites, elle partagea le sort de la ville alliée voisine de Nola et reçut une constitution oligarchique au lieu d'une constitution démocratique de Marcus Claudius Marcellus en 216 av. J.-C. Pendant la guerre sociale, Abella s'est rangée du côté de Rome et a donc été mise au fil de l'épée par les Nolans en 87 av. J.-C. Déjà avant 73 av. J.-C., Abella était devenue une colonie romaine. À l'époque de Vespasien, la ville devint également un municipium et ses terres furent distribuées aux anciens combattants.

## Description

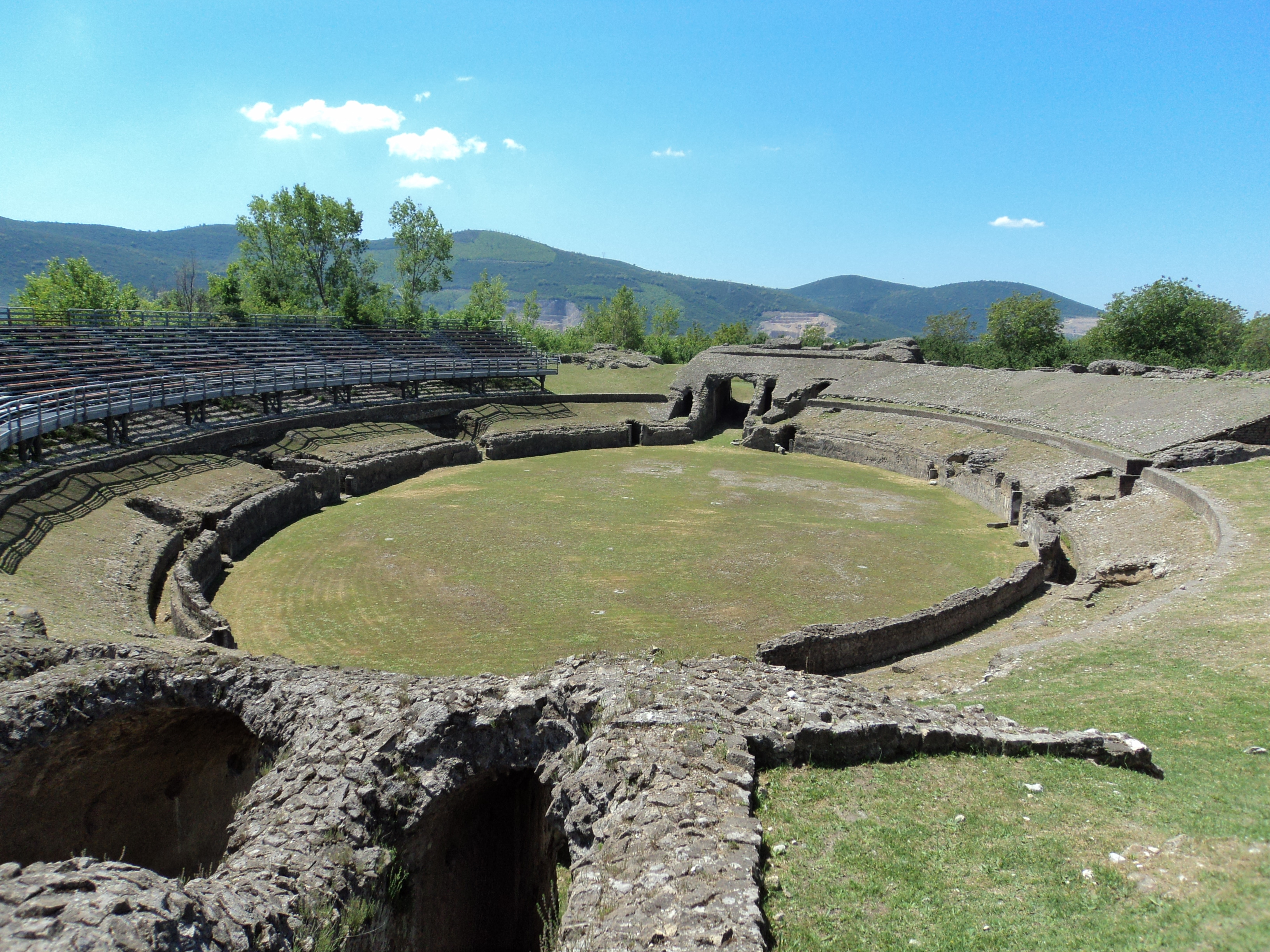
Amphithéâtre romain d'Avella.

La ville était célèbre pour ses cultures fruitières, notamment ses noisettes (nux abellana). Un témoignage particulier est représenté par le Cippus Abellanus, une pierre tombale trouvée dans un sanctuaire d'Hercule, qui était situé à la frontière entre les deux villes, où est gravé un traité en langue osque stipulé entre Nola et Abella. 
Des sources littéraires et épigraphiques nous informent de bâtiments majeurs tels qu'un théâtre, un amphithéâtre (construit immédiatement après sa fondation en tant que colonie romaine et dont les ruines sont encore conservées), un aqueduc et une basilique. À l'est et à l'ouest de la ville se trouvent des tombes datant de l'âge du fer à l'époque romaine.

## Galerie

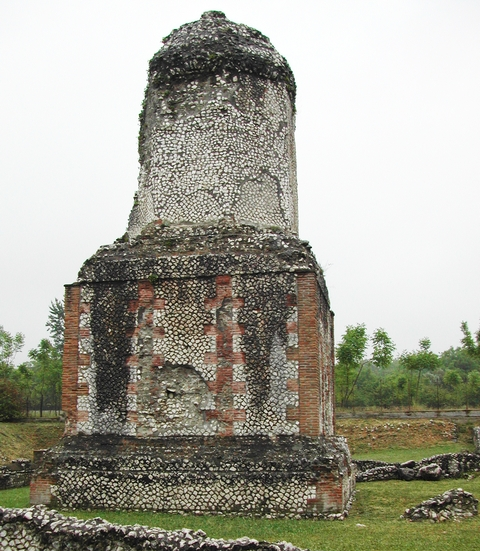
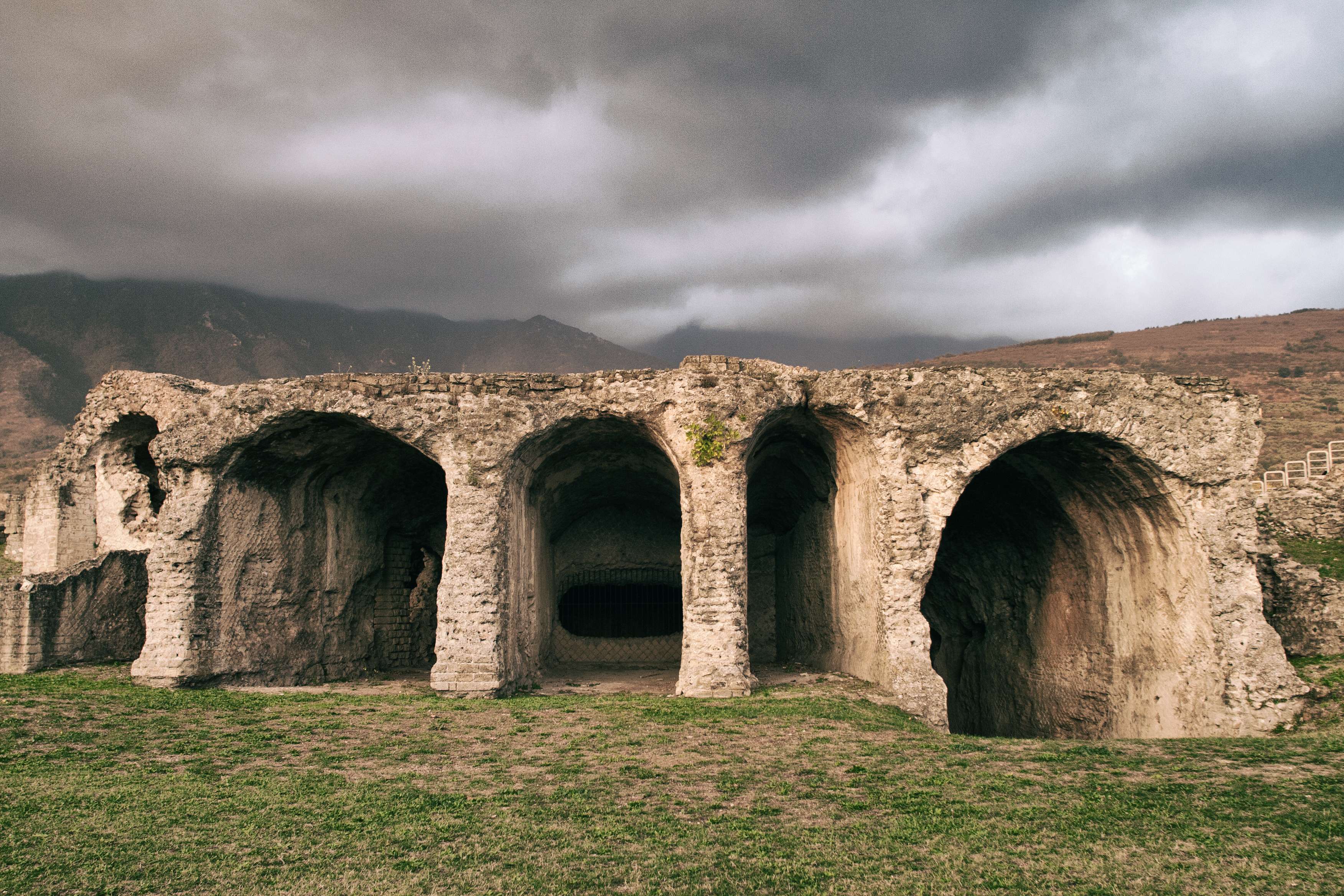